# Эйинион
Эйи́нион (Эги́нион, греч. Αιγίνιον) — малый город в Греции. Административный центр общины Пидна-Колиндрос в периферийной единице Пиерия в периферии Центральная Македония. Расположен на высоте 30 м над уровнем моря на правом (западном) берегу реки Альякмон, близ её устья. Население 4153 человек по переписи 2011 года.
До 1926 года (ΦΕΚ 55Α) назывался Либаново (Λιμπάνοβον).

## Сообщество
Сообщество Либаново (Κοινότητα Λιμπανόβου) создано в 1918 году (ΦΕΚ 152Α). В 1926 году (ΦΕΚ 55Α) переименовано в Эйинион (Κοινότητα Αιγινίου). В сообщество входит село Мегали-Ефира. Население 4345 человек по переписи 2011 года. Площадь 67,967 км².
| Населённый пункт | Население (2011), человек |
| ---------------- | ------------------------- |
| Мегали-Ефира     | 192                       |
| Эйинион          | 4153                      |

## Население
| Год  | Население, человек |
| ---- | ------------------ |
| 1991 | 4264               |
| 2001 | 4149               |
| 2011 | ↗ 4153             |